# Uroda
Uroda (deutscher Untertitel Schönheit) war eine polnische Frauenzeitschrift. Sie erschien von 1962 bis 1989 auch in einer deutschen Ausgabe.

## Geschichte
Die Zeitschrift Uroda wurde vom Verlag Watra in Warschau in Kooperation mit dem Verlag für die Frau in Leipzig seit 1962 herausgegeben, es erschienen jeweils eine polnische und eine deutsche Ausgabe. Die hauptsächlichsten Themen waren Mode und Kosmetik.
Eine Mitarbeiterin war die polnische Modedesignerin Helena Bohle-Szacka in den ersten Jahren.
Seit 1990 erschienen nur noch polnische Ausgaben mit erweiterten Inhalten.
Spätestens seit 2014 hieß die Zeitschrift Uroda życia. Herausgeber war in dieser Zeit die Warschauer Filiale des Schweizer Medienkonzerns Edipresse. 2021 wurde das Erscheinen eingestellt.